# Siren Blood Curse
Siren: Blood Curse, det nyeste spil i Siren-serien, er et japansk gyser-spil til PlayStation 3 udgivet af Sony. Spillet er delt op i 12 afsnit som kan købes i 4 separate pakker eller i én samlet ordning. I de enkelte episoder er der både levels og filmklip og når man går ind i en ny episode ser man først en kort trailer af hvad der skete i det foregående afsnit, ligesom man i slutningen af hver episode ser lidt af hvad næste episode byder på. Undervejs i spillet styrer man forskellige karakterer og der er mulighed for at bruge over 50 forskellige våben lige fra stegepander, havesakse og køkkenknive til guitarer, båndoptagere og pistoler!

## Handling
Et amerikansk tv-hold tager den 3. august 2007 til Japan for at optage en dokumentarfilm om dem glemte, japanske bjergby Hanuda hvor der 30 år forinden var blevet foretaget menneskeofringer. Men pludselig støder gruppen ind i en sådan ofring og ser byens tidligere beboeres nye skæbner, Shibito, zombie-lignende monstre med det ene formål at dræbe og ofre folk der kommer ind i byen! Tv-holdet må nu forsøge at flygte ud af byen i live og undgå at blive Shibito!

## Persongalleri
- Howard Wright

Howard Wright er hovedpersonen og også den karakter man styrer mest. Han er en ung, brunhåret amerikaner der er taget med tv-holdet.
- Sam Monroe

Sam Monroe er lærer på et college, og med på tv-holdet som ekspert i folkeslag. Derudover er han eks-kæreste med Melissa Gale far til Bella Monroe, har mørkt hår og går med briller.
- Melissa Gale

Melissa Gale er Sam Monroes ekskæreste og vært på TV-holdet. 
- Bella Monroe

Bella Monroe er en 5-7 årig datter af Melissa Gale og Sam Monroe. Hun er den eneste karakter i spillet der ikke kan angribe. 
- Seigo Saiga

Seigo Saiga er en doktor og adopteret ind i Saiga-familien. 
- Sol Jackson

Sol Jackson er kameramand på tv-holdet og hemmeligt forelsket i Melissa Gale. Han bliver en Shibito i starten af spillet da han forsøger at redde Bella fra en Shibito.
- Amana

Amana er en ond nonne, som dog i dele er spillet er god og forsøger at hjælpe Howard.
- Miyako

Miyako er en ung japansk pige som prøver at flygte fra Hanuda, da Shibitoerne vil ofre hende.
- Politikommissæren

Politikommissæren er den første Shibito man støder på i spillet og går igen flere gange i episoderne. Han siger typisk replikker som "10-4 – shoot to kill" og "Let me kill you!"
- Hospitalsdamen

Hospitalsdamen er en ung japansk pige Shibito, der omvender Sol til en Shibito og som Bella skal forsøge at flygte fra på det der engang var byens hospital.

## Sightjacking
Et helt nyt skridt er taget i spilteknologi, da Siren Blood Curse som det første spil nogensinde, kan byde på sightjacking! Skærmen bliver delt i to så du ser fra både monstrets vinkel og din egen!